# Rest Stop
Rest Stop (Brasil: Rota Mortal / Portugal: Paragem Proibida - Morte à Vista) é um filme norte-americano do gênero terror, escrito e dirigido por John Shiban em 2006.